# Аболтин, Владимир Яковлевич
Влади́мир Я́ковлевич А́болтин (Аболтиньш; латыш. Valdemārs Āboltiņš; известен также под псевдонимом Аварин, 1 (13) октября 1899, Руйиена, Лифляндская губерния — 8 ноября 1978 года, Москва) — советский дипломат, военный разведчик, учёный-востоковед и экономист, автор 7 монографий, 10 брошюр и более 400 статей по проблемам Дальнего Востока, доктор экономических наук (1935), профессор (1955).

## Биография
Валдемар Аболтиньш родился в лифляндском городке Руйиена в крестьянской семье.
В июне 1917 году в Риге примкнул к большевикам. Затем отправился в Нижний Новгород, где работал в газете «Нижегородский рабоче-крестьянский листок».
В августе 1918 года направлен на подпольную работу в оккупированную немецкой армией Латвию, стал организатором боевой дружины, комиссаром одного из батальонов латышских красных стрелков.
В 1919 году зачислен курсантом на 1-е пехотные курсы командного состава Красной Армии. По окончании курсов участвовал в Гражданской войне на Дону, Кубани, под Петроградом.
В апреле 1921 года по окончании 6-месячных разведывательных курсов назначен начальником разведотдела штаба дивизии. После зачисления в штат Главного разведывательного управления Красной армии в августе того же года направляется по специальному заданию в Турцию.
По возвращении зачислен на восточный факультет Военной академии РККА, которую окончил в 1925 году и был прикомандирован к Наркомату иностранных дел СССР.
Первым ответственным поручением, которое Аболтин как агент наркома Чичерина выполнил блестяще, были переговоры с японцами во главе Полномочной комиссии ЦИК СССР по приёму Северного Сахалина после японской оккупации согласно восстановленной в действии Пекинской конвенции. Комиссия прибыла на остров 19 марта. Преодолевая всевозможные уловки японцев, комиссия добилась подписания 1 мая «Детального соглашения о передаче управления и окончании оккупации Северного Сахалина». Уже 14 мая последний японский военный покинул Северный Сахалин.
После этого Аболтин возглавил руководство организацией хозяйства на Сахалине, которой занималось Агентство НКИД СССР в г. Александровске (1925—1926).
Он инициировал выпуск газеты «Советский Сахалин» и редактировал её первые номера, пока ответственным редактором не стал Павел Ефимович Ахаров. В его дневнике за 1 мая 1925 года есть такая запись: «Вышел первый номер нашей газеты, есть и моя статейка. В общем, для Александровска номерок приличный». Аболтин впоследствии регулярно готовил статьи для газеты, которая приобрела на Сахалине большой вес.
В 1927 году он направлен исполняющим обязанности Генерального консула СССР в Харбине, где проработал до 1928 года. В этот период харбинская резидентура советской разведки становится главной, переняв приоритет у пекинской. Количество «легальных» резидентур ИНО ОГПУ выросло с пяти в 1926 году до 13 в 1929 году, пять было в Маньчжурии, за которую развернулась борьба между Советским Союзом и Японией.
Не увольняясь из ГРУ, по возвращении в Москву Владимир Яковлевич обратился к журналистике и научно-преподавательской деятельности в Институте востоковедения (1929—1931), Институте мирового хозяйства и мировой политики АН СССР (1931—1935).
В 1935 году ему присваивают учёную степень доктора экономических наук без защиты диссертации.
В 1935—1937 годах Аболтин работает корреспондентом ТАСС в Пекине.
В 1938—1939 годах — директор Ивановского учительского института иностранных языков, который в то время был кузницей кадров Коминтерна.
После этого он возвращается в Москву к работе в Институте мирового хозяйства.
С декабря 1942-го по май 1943 года Аболтин зачислен в состав резерва 201-й латышской стрелковой дивизии.
Информация о его деятельности в период 1943—1946 годов отсутствует: одни источники предполагают, что он был репрессирован, другие — что выполнял особое задание. Материалы его личного дела косвенно свидетельствуют о том, что в 1945 году Аболтин находился в Германии. В 1947 году он уже выступает с публичными научно-популярными и политологическими лекциями, входит в инициативную группу по созданию Всесоюзного общества «Знание».
С 1948 года Аболтин работал в Институте экономики АН СССР, с 1955 по 1975 — заместитель директора по научной работе Института мировой экономики и международных отношений АН СССР, в 1965—1966 годах исполнял обязанности директора.
Скончался 8 ноября 1978 года, похоронен на Кунцевском кладбище в Москве.

## Научные работы
Аболтин является автором более 400 научных работ по проблемам Дальнего Востока и экономики.
- По советскому Сахалину. // Новый мир. 1927. № 3, с. 208—218
- Ископаемые богатства Северного Сахалина. // Вестник Маньчжурии. Харбин, 1927. № 7. С. 1-8
- Остров сокровищ: Северный Сахалин. — Хабаровск, Владивосток, 1928; переиздана в 2017[6]
- Империализм в Маньчжурии. Т. 1-2. М.-Л., 1934
- Политические изменения на Тихом океане после Второй мировой войны. Стенограмма публичной лекции 2 июля 1947 г. в Москве. — М.: Правда, 1947[7]
- Аварин В. Борьба за Тихий океан: Агрессия США и Англии, их противоречия и освободительная борьба народов. — М., 1952
- Аболтин В. Я. Восстановление Советской власти на Северном Сахалине (из дневника). // Вопросы истории. 1966. № 10. С. 91-109
- После освобождения Северного Сахалина. // Вопросы истории. 1978. № 3. С. 70-80.

## Память
В 2003 году администрация Сахалинской области включила книги В. Я. Аболтина в Перечень краеведческой литературы для первоочередного издания. Новое издание книги «Остров сокровищ. Северный Сахалин» подготовили Архивный отдел Министерства культуры и архивного дела и Государственный исторический архив Сахалинской области, оно предварено вступительными статьями российских и японских учёных и сопровождается публикацией исторических документов.
В 1982 году улица Портовая в городе Александровске-Сахалинском была переименована в улицу В. Я. Аболтина.